# Tancredo de Hazart
Tancredo de Hazart (en latín: Tancredus Dasart; fallecido después de 1170) fue el señor de Hazart en el Principado de Antioquía.
Tancredo fue mencionado como testigo en un documento de 1170. El Señorío de Hazart (actual Azaz) en Siria había sido creado por los cruzados y originalmente pertenecía al Condado de Edesa. Después de la conquista de Edesa en 1144 por los musulmanes, Hazart fue integrado al Principado de Antioquía.
Su sucesor en el señorío fue Pedro I.